# Lilium bolanderi
Lilium bolanderi, Syn.: Lilium howellii (engl. Bolander's Lily) ist eine Art aus der Gattung der Lilien (Lilium) in der Sektion Pseudolirium. Sie wurde nach Henry Nicholas Bolander, einem deutsch-amerikanischen Botaniker benannt.

## Beschreibung
Lilium bolanderi erreicht eine Wuchshöhe von 30 bis 120 Zentimetern. Die kleine, rundliche, Zwiebel wird zwischen 3,5 und 7,9 cm breit und 2,6 bis 5,3 cm hoch. Die lockeren, weißen Schuppen der Zwiebel sind unsegmentiert und die längsten von ihnen werden zwischen 3 und 5,7 cm lang. Aus der Zwiebel bildet die Pflanze eine grau-grüne Sprossachse aus. Die Wurzeln treiben nur aus der Zwiebel, nicht aber aus dem Stängel aus.
Die Laubblätter sind in eins bis sechs Wirteln oder Teilwirteln um die Sprossachse angeordnet. Sie stehen aufrecht und sind in der Regel um den Stängel gekrümmt. Die Form ist schmal-lanzettlich und die Blattoberfläche ist blaugrün und wachsartig. Die Blätter werden zwischen 1,8 und 7,1 cm lang und 0,7 bis 2,8 cm breit. Der Rand ist immer gewellt und die Spitze breitlich scharf. Die Blattadern verlaufen achsfern zur Hauptachse des Blattes.
Lilium bolanderi blüht im Juli. Der Blütenstand ist bei kleineren Pflanzen doldenförmig, bei größeren Exemplaren aber eine Rispe oder aus zwei Wirteln bestehend. Es sind eins bis neun gestielte Einzelblüten. Die Blütenstiele sind zwischen 0,8 und 14,2 cm lang. Die fast glockenförmigen Blüten stehen nickend oder fast waagerecht, sie duften nicht. In der Regel sind die Blüten ziegel- bis weinrot, seltener aber auch lachsfarben oder blassgelb. Immer aber sind die Blüten kastanienbraun oder gelblich gepunktet. Die Kelchblätter sind etwas größer (etwa 1 mm länger und breiter) als die Kronblätter, beide nach 2/5 bis 4/5 ihrer Länge umgebogen. Die Kronblätter sind zwischen 3,0 und 4,5 cm lang und 0,7 bis zu 1,1 cm breit.
Die Staubfäden der Staubblätter laufen leicht auseinander, sie weichen zwischen 0° und 12° von der Achse ab, die Antheren sind rötlich oder magenta und 0,3 bis 0,8 cm lang. Die Pollen sind rostrot, orange oder gelblich. Der Stempel ist 2,1 bis 3,5 cm lang, der Fruchtknoten macht 1 bis 2,3 cm davon aus, der Griffel ist grün, selten aber rötlich oder purpurn.
Nach der Blüte werden 2 bis 4,1 cm lange und 1,2 bis 2,1 breite Kapselfrüchte ausgebildet, die zwischen 90 und 210 Samen enthalten. Die Samen von Lilium bolanderi haben zwei Kopien des Genoms (2n) und die DNA ist auf 2n = 24 Chromosomen verteilt. Sie keimen verzögert-hypogäisch. Von der Keimung bis zur ersten Blüte vergehen meist drei Jahre.

## Ökologie
Lilium bolanderi besiedelt vollsonnige Standorte auf stark drainierten Fels- und Geröllböden. Im Herbst und Frühjahr sind ihre Standorte stets feucht und kühl, im Winter kalt und schneebedeckt, im Sommer heiß und trocken.
Pflanzensoziologisch findet sich die Art in gemischten Nadelwäldern vor allem im Verband mit der Douglasie (Pseudotsuga menziesii), gerne in Gemeinschaft mit Bärengras (Xerophyllum tenax).
Lilium bolanderi wird vor allem von Rotrücken-Zimtelfen (Selasphorus rufus) und Allenkolibris (Selasphorus sasin) bestäubt. Die Art bildet Hybriden mit Lilium rubescens, Lilium washingtonianum ssp. purpurascens und den Unterarten der Panther-Lilie.

## Verbreitung
Lilium bolanderi ist in den Siskiyou Mountains im Norden Kaliforniens und dem südlichen Oregon in Höhenlagen zwischen 900 und 1800 m endemisch.

## Taxonomie und Systematik
Lilium bolanderi wurde 1885 durch Sereno Watson in Proceedings of the American Academy of Arts and Sciences Band 20, Seite 377 erstbeschrieben. Ivan Murray Johnston bemerkte im Jahr 1923, dass die Sammlung, nach der Sereno Watson die Erstbeschreibung von Lilium bolanderi angefertigt hatte, mit Exemplaren von Lilium kelloggii durchsetzt war. Er argumentierte, dass sich die Beschreibung von Watson sich auf letztere Spezies bezog und schlug den Namen Lilium howellii für Lilium bolanderi vor. Arthur Disbrowe Cotton schloss aber 1936, dass sich die Beschreibung von Watson tatsächlich nicht auf Lilium kelloggii bezog und der Name Lilium bolanderi gültig ist. Diese Auffassung hat sich bis heute durchgesetzt.